# Manduca occulta
Manduca occulta (лат.) — вид бабочек из семейства бражников (Sphingidae), обитающих в Северной Америке.

## Описание
Размах крыльев 105—120 мм. Вид похож на Manduca diffissa tropicalis, от которой может быть отделена по гениталиям. На нижней стороне задних крыльев расположены коричневато-чёрные полосы.

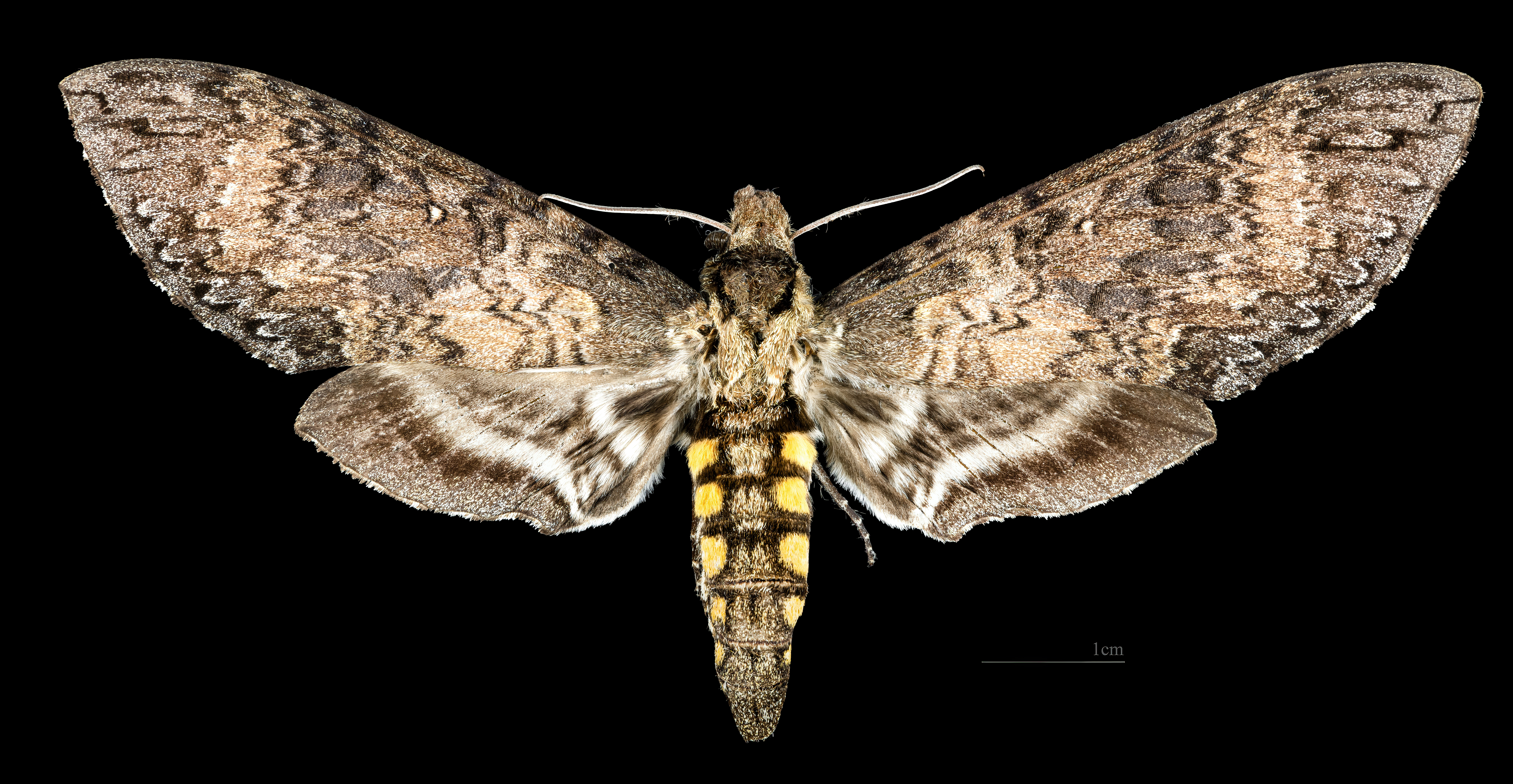
Manduca occulta ♀
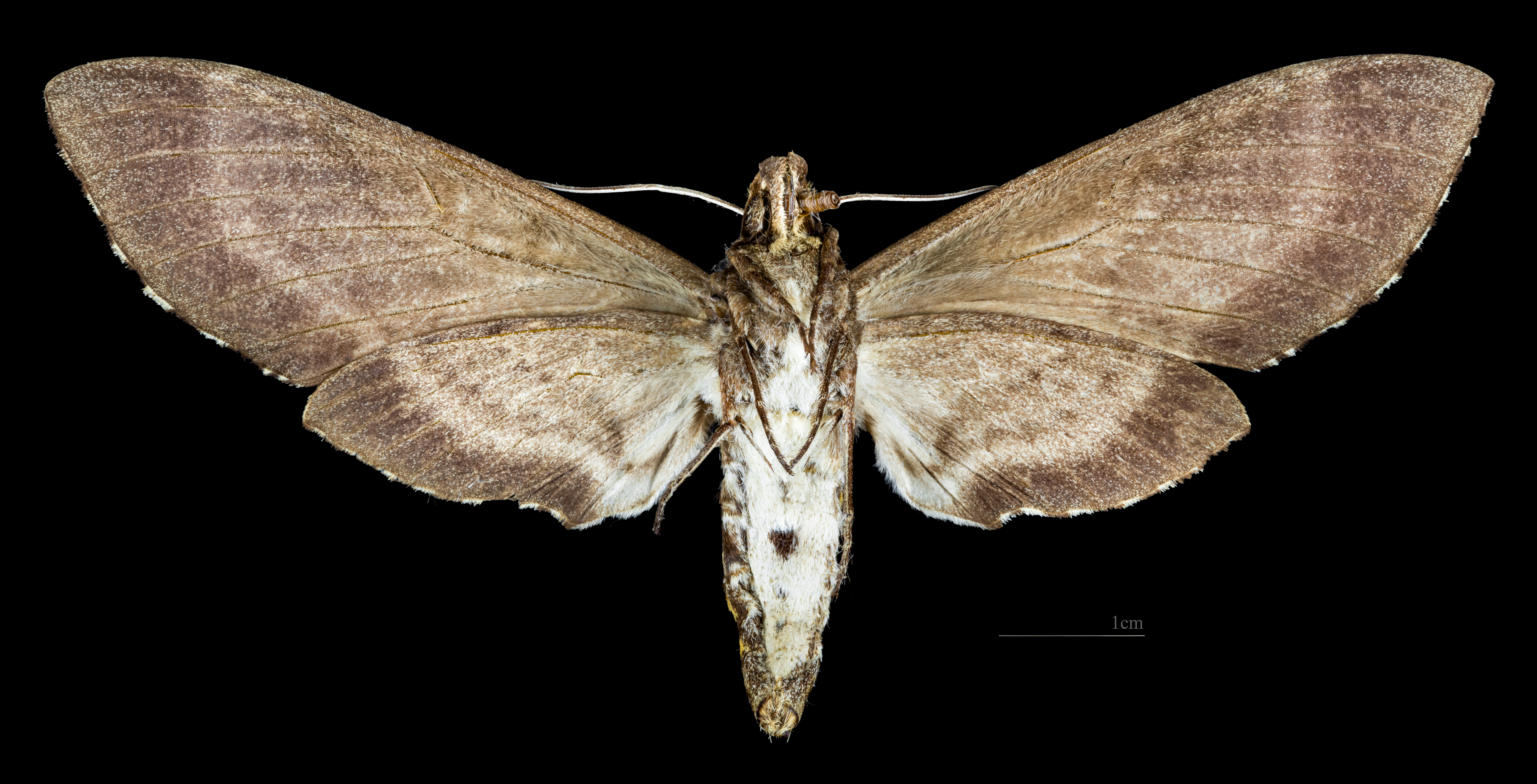
Manduca occulta  ♀ △

## Биология
Одно поколение в год. В Коста-Рике взрослые бабочки летают с середины с мая по июнь. В Никарагуа — с июля по август и в октябре. Во Флориде — в сентябре.
Гусеницы питаются на Cestrum glanduliferum, Cestrum racemosum, Solanum accrescens и Solanum hazenii..

## Ареал
Встречается в Панаме, Центральной Америке (включая Белиз, Гватемалу, Никарагуа и Коста-Рику) и Мексике и до южной Аризоны и Флориды.

## Синонимы
- Protoparce occulta Rothschild & Jordan, 1903 Базионим
- Protoparce occulta pacifica Mooser, 1940